# ふくおかにリンク
『ふくおかにリンク』は、テレビ西日本（TNC）で2013年4月から2年間放送された福岡県の行政広報番組である。

## 概要
TNCでは、『報道2001』シリーズの後の時間で『ふれ愛・ふくおか県』、『フレッシュ!ふくおか県』（2007年度から）を放送してきた。
県行財政改革に伴う2013年度のテレビ番組抜本見直しに際し唯一枠の維持を達成できたものの、6年ぶりの番組更新を求められたことにより、福岡市に拠点を置くローカルアイドルグループでこの年4月にメジャー・デビューを果たした“LinQ”（リンク）を起用。毎回メンバーから2人が出演し、若者の視点から福岡県の諸々をPRしてもらおうという企画のもと誕生した番組である。
なおこの番組から、同時に更新された他の2番組（九州朝日放送『ふくおか暮らしにプラス』、福岡放送『ふくおか新発見』）とともにTNC子会社のビデオステーション・キュー（VSQ）が一括して制作し、TNC自体は番組を放送するだけの形となった。著作権関係者を整理することで、県がインターネットサイト“ふくおかインターネットテレビ”で公開しやすくする狙いがあった。
また放送期間についても北九州市と同様2年間と規定されていた模様で、2015年3月29日を以って幕を閉じた。なお、この枠はRKB毎日放送に移り新たによしもとCA福岡の高田課長を加え『福岡県庁知らせた課』として再スタートを切ることが福岡県から発表されている。
企画
福岡県（担当：総務部県民情報広報課）
制作
ビデオステーション・キュー
ナレーション
千佳（パインズ所属）
放送日時と媒体
TNC：日曜 8:55 - 9:00

## 放送リスト
当月の放送予定は、県庁のサイトで紹介されていた。
| 2013年 | 2013年                 | 2013年                                                      | 2013年                                                  | 2013年                                    |
| 回     | 放送日                 | サブタイトル                                                | 取材地                                                  | 出演メンバー （※は初出回）                |
| ------ | ---------------------- | ----------------------------------------------------------- | ------------------------------------------------------- | ----------------------------------------- |
| 01     | 04月07日               | 「ふくおかの農業応援ファミリー」にリンク                    | 三潴郡大木町                                            | 原直子※、岸田麻佑※                        |
| 02     | 04月14日               | 「保健環境研究所」にリンク                                  | 福岡県保健環境研究所                                    | 原直子、岸田麻佑                          |
| 03     | 04月21日               | 「日中食の祭典」にリンク                                    | 久留米市東町公園                                        | 松村くるみ※、杉本ゆさ※                    |
| 04     | 04月28日               | 「自主防災組織」にリンク                                    | 田川市伊田地区                                          | 松村くるみ、杉本ゆさ                      |
| 05     | 05月05日               | 「観光ボランティアガイド」にリンク                          | 北九州市小倉北区                                        | 岸田麻佑、一ノ瀬みく※                     |
| 06     | 05月12日               | 「九州ちくご元気計画」にリンク                              | 八女市立花町                                            | 松村くるみ、吉川千愛※                     |
| 07     | 05月19日               | 「ILC“国際リニアコライダー”」にリンク                       | サイエンスカフェ@ふくおか                               | 原直子、坂井朝香※                         |
| 08     | 05月26日               | 「アカモク」にリンク                                        | 北九州市若松区岩屋                                      | 杉本ゆさ、桃咲まゆ※                       |
| 09     | 06月02日               | 「県立久留米筑水高校」にリンク                              | 福岡県立久留米筑水高等学校                              | 深瀬智聖※、後藤梨佳子※                    |
| 10     | 06月09日               | 「ふくおかのバラ」にリンク                                  | 福津市旧津屋崎町                                        | 原直子、大庭彩歌※                         |
| 11     | 06月16日               | 「若者サポートステーション」にリンク                        | 北九州若者サポートステーション                          | 岸田麻佑、舞川あや※                       |
| 12     | 06月23日               | 「スポコン広場」にリンク                                    | 桂川町立桂川小学校                                      | 松村くるみ、北山真緒※                     |
| 13     | 06月30日               | 「知事のふるさと訪問“柳川市”」にリンク                      | 柳川市                                                  | 杉本ゆさ、姫崎愛未※、小川洋（福岡県知事） |
| 14     | 07月07日               | 「アビリンピック」にリンク                                  | 社会福祉法人柚の木会 レストランゆずのき                 | 岸田麻佑、桜庭ゆりな※                     |
| 15     | 07月14日               | 「北九州空港」にリンク                                      | 北九州空港                                              | 原直子、志良ふう子※                       |
| 16     | 07月21日               | 「日本の近代化産業遺産群 - 九州・山口及び関連地域」にリンク | 大牟田市、熊本県荒尾市                                  | 大庭彩歌、由地成美※                       |
| 17     | 07月28日               | 「うみんぐ大島」にリンク                                    | 大島海洋体験施設「うみんぐ大島」                        | 杉本ゆさ、木村早希※                       |
| 18     | 08月02日 16:55 - 17:00 | 「福岡県立大学“県大子どもサポーター”」にリンク              | 福岡県立大学                                            | 岸田麻佑、後藤梨佳子                      |
| 19     | 08月11日               | 「筑前町立大刀洗平和記念館」にリンク                        | 筑前町立大刀洗平和記念館                                | 原直子、桃咲まゆ                          |
| 20     | 08月18日               | 「生物多様性」にリンク                                      | 福津市手光ビオトープ                                    | 杉本ゆさ、坂井朝香                        |
| 21     | 08月25日               | 「日本の次世代リーダー養成塾」にリンク                      | 第10回リーダー養成塾の現場 （会場：グローバルアリーナ） | ※天野なつ（LinQリーダー）、松村くるみ     |
| 22     | 09月01日               | 「知事のふるさと訪問“須惠町”」にリンク                      | 糟屋郡須惠町                                            | 岸田麻佑、北山真緒、小川洋                |
| 23     | 09月08日               | 「福岡県青少年科学館」にリンク                              | 福岡県青少年科学館                                      | 岸田麻佑、志良ふう子                      |
| 24     | 09月15日               | 「福岡の女性農業者」にリンク                                | 遠賀郡岡垣町、大川市                                    | 杉本ゆさ、水野真里菜※                     |
| 25     | 09月22日               | 「流イキッズ」にリンク                                      | 流イキッズ交流会 （県遠賀川河川資料室ほか）             | 松村くるみ、福山果奈※                     |
| 26     | 09月29日               | 「住まいの健康診断」にリンク                                | 福岡市                                                  | 岸田麻佑、大石芽依※                       |
| 27     | 10月06日               | 「ちくご暮らし」にリンク                                    | 三井郡大刀洗町、大川市                                  | 杉本ゆさ、高木悠未※                       |
| 28     | 10月13日               | 「宇美商マーケット」にリンク                                | 福岡県立宇美商業高等学校、 にしてつストア宇美店         | 原直子、桜愛美※                           |
| 29     | 10月20日               | 「フクオカ・サイエンスマンス」にリンク                      | 福岡教育大学                                            | 松村くるみ、城崎はるな※                   |
| 30     | 10月27日               | 「九州芸文館」にリンク                                      | 筑後広域公園芸術文化交流施設「九州芸文館」              | 岸田麻佑、瑞稀もえ※                       |
| 31     | 11月03日               | 「県土整備事務所」にリンク                                  | 八女市                                                  | 杉本ゆさ、新木さくら※                     |
| 32     | 11月10日               | 「ラー麦」にリンク                                          | 鳥越製粉福岡工場、一蘭小戸店                            | 松村くるみ、木村早希                      |
| 33     | 11月17日               | 「ふくおかの柿」にリンク                                    | 朝倉市杷木ほか                                          | 岸田麻佑、吉川千愛                        |
| 34     | 11月24日               | 「KURO SELECTION」にリンク                                  | 飯塚市ほか                                              | 原直子、北山真緒                          |
| 35     | 12月01日               | 「県立水産高校」にリンク                                    | 3県共同実習船「海友丸」船内、 博多港                    | 杉本ゆさ、城崎はるな                      |
| 36     | 12月08日               | 「共助社会づくり」にリンク                                  | 八女市立花町                                            | 岸田麻佑、福山果奈                        |
| 37     | 12月15日               | 「福岡県立美術館」にリンク                                  | 福岡県立美術館                                          | 由地成美、北山真緒                        |
| 38     | 12月22日               | 「福岡の名工」にリンク                                      | ムーンスター（旧月星化成）                              | 舞川あや、木村早希                        |
| 39     | 12月29日               | 「森林づくり活動」にリンク                                  | 福岡市早良区椎原                                        | 松村くるみ、大石芽依                      |

| 2014年 | 2014年                 | 2014年                                                  | 2014年                                                                                              | 2014年                                                                     |
| 回     | 放送日                 | サブタイトル                                            | 取材地                                                                                              | 出演メンバー （※は初出回）                                                 |
| ------ | ---------------------- | ------------------------------------------------------- | --------------------------------------------------------------------------------------------------- | -------------------------------------------------------------------------- |
| 40     | 01月05日               | 1. 小川知事 新年のごあいさつ 2. LinQ 新年の夢を語る     | | 1. 小川洋 2. 原、岸田、松村、杉本、エコトン （冒頭部）天野、高木、瑞稀ほか |
| 41     | 01月12日               | 「知事のふるさと訪問“八女市”」にリンク                  | 八女市                                                                                              | 原直子、城崎はるな、小川洋                                                 |
| 42     | 01月19日               | 「はたちの献血」にリンク                                | 日本赤十字社献血ルーム・キャナルシティ                                                              | 岸田麻佑、瑞稀もえ                                                         |
| 43     | 01月26日               | 「能楽の世界」にリンク                                  | 大濠公園能楽堂                                                                                      | 由地成美、姫崎愛未                                                         |
| 44     | 02月02日               | 「考えよう!インターネットの使い方」にリンク             | 福岡県庁                                                                                            | 杉本ゆさ、北山真緒、エコトン                                               |
| 45     | 02月09日               | 「明治日本の産業革命遺産 九州・山口と関連地域」にリンク | 大牟田市                                                                                            | 松村くるみ、吉川千愛                                                       |
| 46     | 02月16日               | 「鞍手竜徳高校子育てサロン」にリンク                    | 福岡県立鞍手竜徳高等学校                                                                            | 原直子、大庭彩歌                                                           |
| 47     | 02月23日               | 「インテリア研究所」にリンク                            | 福岡県工業技術センターインテリア研究所                                                              | 杉本ゆさ、桃咲まゆ                                                         |
| 48     | 03月02日               | 「かすやの農業体験農園」にリンク                        | 久山ファーム体験農園 （糟屋郡久山町）                                                               | 岸田麻佑、山木彩乃※                                                        |
| 49     | 03月09日               | 「特別支援学校技能発表会」にリンク                      | 福岡県立特別支援学校「福岡高等学園」 （筑紫野市）                                                   | 岸田麻佑、吉川千愛                                                         |
| 50     | 03月16日               | 「ふくおかの農業応援の店」にリンク                      | - やさい家めい バサン （プラザホテル天神内、福岡市中央区） - フランス菓子 16区本店 （福岡市中央区） | 原直子、伊藤麻希※                                                          |
| 51     | 03月23日               | 「知事のふるさと訪問“大野城市”」にリンク                | 大野城市                                                                                            | 杉本ゆさ、一ノ瀬みく、小川洋                                               |
| 52     | 03月30日               | 「きゅうぱっく」にリンク                                | 九州国立博物館、 嘉麻市立千手小学校                                                                 | 松村くるみ、木村早希                                                       |
| 53     | 04月06日               | 「アンビシャス広場」にリンク                            | 春日南小学校区アンビシャス広場 （春日市）                                                           | 岸田麻佑、吉川千愛                                                         |
| 54     | 04月13日               | 「博多なす」にリンク                                    | みやま市瀬高町                                                                                      | 原直子、大庭彩歌                                                           |
| 55     | 04月20日               | 「県立糸島高校歴史部」にリンク                          | 福岡県立糸島高等学校、 浮嶽神社（糸島市）                                                           | 杉本ゆさ、水野真里菜                                                       |
| 56     | 04月27日               | 「平成筑豊鉄道」にリンク                                | 平成筑豊鉄道田川線沿線 - 馬ヶ岳城址（京都郡みやこ町） - 源じいの森（田川郡赤村）                    | 原直子、桜愛美                                                             |
| 57     | 05月04日               | 「愛鳥週間」にリンク                                    | 福岡市西区今津 （日本野鳥の会福岡支部主催今津定例探鳥会）                                           | 岸田麻佑、大石芽依                                                         |
| 58     | 05月11日               | 「安全・安心まちづくり団体」にリンク                    | 福岡市立青葉小学校区 （自警団青葉地域安全パトロール隊）                                             | 松村くるみ、姫崎愛未                                                       |
| 59     | 05月18日               | 「自転車のマナー」にリンク                              | 福岡市博多区月隈                                                                                    | 杉本ゆさ、伊藤麻希                                                         |
| 60     | 05月25日               | 「関門海峡ミュージアム」にリンク                        | 関門海峡ミュージアム（北九州市門司区）                                                              | 岸田麻佑、山木彩乃                                                         |
| 61     | 06月01日               | 「県立香椎高校服飾デザイン科」にリンク                  | 福岡県立香椎高等学校                                                                                | 桃咲まゆ、城崎はるな                                                       |
| 62     | 06月08日               | 「「ダメ。ゼッタイ。」普及運動」にリンク                | 福岡県立明善高等学校ほか                                                                            | 松村くるみ、坂井朝香                                                       |
| 63     | 06月15日               | 「個人で行う防災対策」にリンク                          | 久留米市                                                                                            | 岸田麻佑、由地成美                                                         |
| 64     | 06月22日               | 「福岡水素戦略」にリンク                                | 九州大学伊都キャンパスほか                                                                          | 杉本ゆさ、吉川千愛                                                         |
| 65     | 06月29日               | 「ふくおかの農業応援ファミリー」にリンク                | 嘉麻市千手で行われた 農業農村体験ツアーに参加                                                       | 原直子、北山真緒                                                           |
| 66     | 07月06日               | 「ふくおか生きもの見つけ隊」にリンク                    | 四王寺県民の森（糟屋郡宇美町）                                                                      | 杉本ゆさ、新木こころ                                                       |
| 67     | 07月13日               | 「福岡黒田武将隊＋（プラス）」にリンク                  | 西公園 (福岡市)                                                                                     | 岸田麻佑、新木さくら                                                       |
| 68     | 07月20日               | 「再生可能エネルギー」にリンク                          | - 白糸の滝（糸島市） - 三連水車の里あさくら（朝倉市）                                               | 原直子、志良ふう子                                                         |
| 69     | 07月25日 16:55 - 17:00 | 「知事のふるさと訪問“久留米市”」にリンク                | 久留米市                                                                                            | 大庭彩歌、桜愛美、小川洋                                                   |
| 70     | 08月03日               | 「玄界高校ホッケー部」にリンク                          | 福岡県立玄界高等学校                                                                                | 松村くるみ、一ノ瀬みく                                                     |
| 71     | 08月10日               | 「ふるさと寄附金」にリンク                              | 福岡市                                                                                              | 杉本ゆさ、木村早希                                                         |
| 72     | 08月17日               | 「パパスクール」にリンク                                | 「パパスクール」福岡地域実施会場 （福岡市NPO・ボランティア交流センター「あすみん」）                | 由地成美、福山果奈                                                         |
| 73     | 08月24日               | 「明治日本の産業革命遺産 九州・山口と関連地域」にリンク | 大牟田市                                                                                            | 原直子、水野真里菜                                                         |
| 74     | 08月31日               | 「田川・人財力育成プロジェクト」にリンク                | 英彦山で行われた 「修験の道プログラム」に同行                                                       | 岸田麻佑、北山真緒                                                         |
| 75     | 09月07日               | 「日本の次世代リーダー養成塾」にリンク                  | 第11回リーダー養成塾の現場 （会場：グローバルアリーナ）                                             | 木村早希、新木こころ                                                       |
| 76     | 09月14日               | 「青少年アンビシャス運動応援大使」にリンク              | 福岡県知事公舎                                                                                      | 大庭彩歌、坂井朝香、若田光一、小川洋                                       |
| 77     | 09月21日               | 「住まいの健康診断」にリンク                            | ‐                                                                                                   | 松村くるみ、MYU※                                                           |
| 78     | 09月28日               | 「県立宗像高校電気物理部」にリンク                      | 福岡県立宗像高等学校                                                                                | 由地成美、水野真里菜                                                       |
| 79     | 10月05日               | 「あまぎぐるりんフリーきっぷ」にリンク                  | 三井郡大刀洗町、久留米市北野町 ほか                                                                 | 杉本ゆさ、木村早希                                                         |
| 80     | 10月12日               | 「知事のふるさと訪問“朝倉市”」にリンク                  | 朝倉市                                                                                              | 杉本ゆさ、桜愛美、小川洋                                                   |
| 81     | 10月19日               | 「はかた地どり」にリンク                                | 博多阪急「阪急うまか研究所」                                                                        | 姫崎愛未、志良ふう子、山際千津枝                                           |
| 82     | 10月26日               | 「水の未来を守る下水道」にリンク                        | 多々良川浄化センター（糟屋郡粕屋町）                                                                | 原直子、福山果奈                                                           |
| 83     | 11月02日               | 「福岡県農業の未来」にリンク                            | 福岡県農業大学校（筑紫野市）                                                                        | 新木さくら、新木こころ                                                     |
| 84     | 11月09日               | 「地域活動に生かす!生涯学習」にリンク                   | 「まちの部活サロン in 古賀市」会場 （古賀市のリーパスプラザ）                                       | 山木彩乃、坂井朝香                                                         |
| 85     | 11月16日               | 「福岡の柿」にリンク                                    | - 久留米市田主丸町の柿農園 - あぶくりキッチン（魚町銀天街）                                         | 杉本ゆさ、伊藤麻希                                                         |
| 86     | 11月23日               | 「飼い主のマナーアップ」にリンク                        | 福岡県動物愛護センター（古賀市）                                                                    | 原直子、北山真緒                                                           |
| 87     | 11月30日               | 「福岡県議会」にリンク                                  | 福岡県議会                                                                                          | 由地成美、水野真里菜、加地邦雄（議長）                                     |
| 88     | 12月07日               | 「ちくご移住計画」にリンク                              | 柳川市、大川市                                                                                      | 原直子、水野真里菜                                                         |
| 89     | 12月14日               | 「豊前本ガニ」にリンク                                  | 宇島漁港、豊前海ほか（豊前市）                                                                      | 舞川あや、吉川千愛                                                         |
| 90     | 12月21日               | 「福岡県工業技術センター生物食品研究所」にリンク        | - 福岡県工業技術センター・生物食品研究所（久留米市） - 糟屋郡粕屋町の酢醸造元                       | 岸田麻佑、桜愛美                                                           |
| 91     | 12月28日               | 「知事のふるさと訪問“志免町・宇美町・粕屋町”」にリンク  | 糟屋郡志免町・宇美町・粕屋町                                                                        | 杉本ゆさ、大石芽衣、小川洋                                                 |

| 2015年   | 2015年   | 2015年                                                                        | 2015年                                                                                     | 2015年                                                                                   |
| 回       | 放送日   | サブタイトル                                                                  | 取材地                                                                                     | 出演メンバー （※は初出回）                                                               |
| -------- | -------- | ----------------------------------------------------------------------------- | ------------------------------------------------------------------------------------------ | ---------------------------------------------------------------------------------------- |
| 92       | 01月04日 | 1. 小川知事 新年のごあいさつ 2. LinQ 福岡のイイところを書き初めでアピールする |                                                                                            | 1. 小川洋 2. 天野、原、岸田、松村、杉本、吉川、 新木さくら、水野、坂井、桜               |
| 93       | 01月11日 | 「福岡の牛乳」にリンク                                                        | 「第14回福岡県乳牛共進会」会場 （久留米市・筑後川河川敷）                                  | 松村くるみ、新木こころ                                                                   |
| 94       | 01月18日 | 「献血・骨髄バンク」にリンク                                                  | 日赤福岡県支部 献血ルーム「くろさきクローバー」 （北九州市・イオンタウン黒崎）             | 木村早希、桃咲まゆ                                                                       |
| 95       | 01月25日 | 「アジアンビート」にリンク                                                    | 「アジアンビート」編集室 （アクロス福岡こくさいひろば内）                                  | 原直子、姫崎愛未                                                                         |
| 96       | 02月01日 | 「リサイクル総合研究事業化センター」にリンク                                  | 福岡県庁、福岡市内の蒲鉾工場                                                               | 杉本ゆさ、由地成美                                                                       |
| 97       | 02月08日 | 「八女すだれ」にリンク                                                        | - アクロス福岡「匠ギャラリー」 - 鹿田産業（八女郡広川町）                                  | 岸田麻佑、大庭彩歌                                                                       |
| 98       | 02月15日 | 「宗像・沖ノ島と関連遺産群」にリンク                                          | 宗像市、福津市                                                                             | 杉本ゆさ、山木彩乃                                                                       |
| 99       | 02月22日 | 「嘉飯物語」にリンク                                                          | 飯塚市、嘉麻市                                                                             | 吉川千愛、桜愛美                                                                         |
| 100      | 03月01日 | 「農業応援ファミリー」にリンク                                                | 「海苔の体験ツアー」現場 （柳川市）                                                        | 原直子、MYU                                                                              |
| 101      | 03月08日 | 「みんなで考えよう“結婚・出産・育児”」にリンク                                | 「〜10年後の未来を見つめるフォーラム〜」会場 （アクロス福岡）                              | 杉本ゆさ、桃咲まゆ                                                                       |
| 102      | 03月15日 | 「男女共同参画」にリンク                                                      | 福岡県立大学（田川市）                                                                     | 岸田麻佑、北山真緒                                                                       |
| 103      | 03月22日 | 「ふくおかFCVクラブ」にリンク                                                 | - 福岡県庁 - イワタニ水素ステーション小倉（北九州市）                                      | 松村くるみ、木村早希                                                                     |
| 104 [終] | 03月29日 | 1. 「北九州空港と東九州自動車道」にリンク 2. お別れのごあいさつ               | - 北九州空港 - 東九州自動車道豊前インターチェンジ - 天神ベストホール（お別れのごあいさつ） | 1. 原直子、舞川あや 2. 天野、原、岸田、松村、由地、木村、 桃咲、桜、姫崎、水野、MYU ほか |

開始にあたっての記者会見には、原、岸田、松村、杉本の4人が出席。またLinQサイドは、ローテーションでメンバー全員を出演させることを公表していた。最終的には延べ30人が出演。